# Apatornithidae
Apatornithidae — родина водоплавних птахів вимерлого ряду іхтіорнісоподібних (Ichthyornithiformes), що існувала у пізній крейді (85-80 млн років тому).

## Опис
Це були невеликі навколоводні птахи завдовжки близько 20 см. Представники родини за зовнішнім виглядом та способом життя схожі на іхтіорніса (Ichthyornis). Викопні рештки знайдені у штаті Канзас, США.